# Fundació Bernat Metge
La Fundació Bernat Metge és una institució fundada el 1922 sota el patrocini de l'editorial Alpha de Francesc Cambó, que avui forma part de l'Institut Cambó, i que té com a finalitats principals el foment de l'estudi dels clàssics grecs i llatins als Països Catalans i la de crear generacions d'humanistes.

## La col·lecció Fundació Bernat Metge
La seva activitat principal ha estat la publicació de la col·lecció Fundació Bernat Metge, que recull la publicació de traduccions d'autors grecs i llatins al català, seguint el model de les grans col·leccions clàssiques europees (com la Collections des universités de France coneguda com «la Budé» per ser patrocinada per l'Association Guillaume Budé, o la Bibliotheca Teubneriana de Benediktus Gotthelf Teubner).
Va ser presentada per Joan Estelrich el juliol de 1922, però no es va iniciar fins l'abril de 1923 amb De la Natura de Lucreci de Joaquim Balcells i Pinto. La col·lecció restà interrompuda del 1939 al 1946. Els seus directors han estat Joan Estelrich (1923-1958) i Carles Riba (1858-1959), qui va formar una escola de traductors. Després ha estat dirigida per un consell directiu integrat per Josep Alsina, Joan Petit i Montserrat (succeït per Jaume Berenguer), Miquel Dolç, Josep Vergés i Fàbregas i Joan Baptista Solervicens.
Les versions, que són publicades amb el text original i sense, han contribuït a fixar el llenguatge literari culte. Actualment disposa de més de 360 volums.
La col·lecció, segons el catàleg editorial, se subdivideix en les següents sèries: 
- Sèrie Literatura grega
- Sèrie Literatura llatina
- Sèrie Filosofia grega i llatina
- Sèrie Història grega
- Sèrie Història llatina

La col·lecció Bernat Metge fou adquirida a la indicada fundació, a principis de l'any 2017, pel grup cooperatiu català SOM.